# Dimitrios Salachas

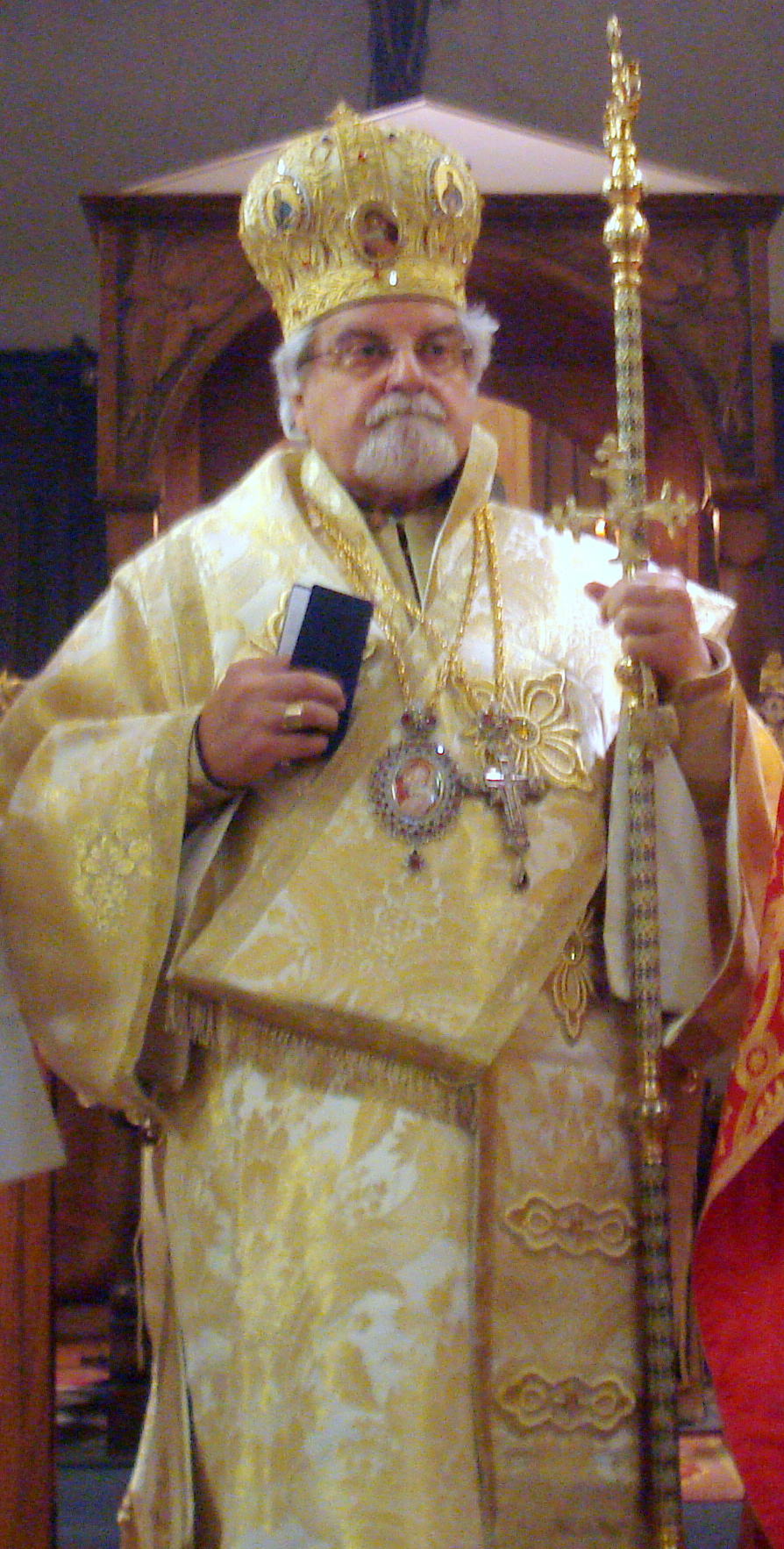
Dimitrios Salachas (2013)

Dimitrios Salachas (griechisch Δημήτριος Σαλαχας; * 7. Juni 1939 in Athen, Griechenland; † 16. Oktober 2023 ebenda) war ein griechischer Geistlicher und Apostolischer Exarch des griechisch-katholischen Apostolischen Exarchats von Griechenland mit Sitz in Athen.

## Leben
Salachas empfing am 9. Februar 1964 im Alter von 24 Jahren die Priesterweihe für das Apostolische Exarchat von Griechenland.
Am 23. April 2008 wurde er zum Apostolischen Exarchen und Titularbischof von Carcabia ernannt. Die Bischofsweihe spendete ihm Mihai Frățilă, Weihbischof im Großerzbistum Făgăraș und Alba Iulia, am 24. Mai 2008 in Athen; Mitkonsekratoren waren Frangiskos Papamanolis OFMCap, Bischof von Syros und Milos, und Hlib Lonchyna MSU, Weihbischof im Großerzbistum Kiew-Halytsch.
Am 14. Mai 2012 wechselte Dimitrios Salachas auf das Titularbistum Gratianopolis. Er war 2014 bis 2015 Mitglied der Päpstlichen Kommission zur Untersuchung der Reform der Eheprozesse im kanonischen Recht.
Am 2. Februar 2016 nahm Papst Franziskus seinen altersbedingten Rücktritt an. Dimitrios Salachas starb im Oktober 2023 im Alter von 84 Jahren.